# Watsonia (tijdschrift)
Watsonia is het wetenschappelijk tijdschrift van de Botanical Society of the British Isles (BSBI). Het tijdschrift bestaat sinds 1949 en is vernoemd naar de Britse botanicus William Watson. Het verschijnt tweemaal per jaar. 
In het tijdschrift verschijnen artikelen met betrekking tot vaatplanten uit de Britse Eilanden. Mogelijke onderwerpen zijn taxonomie, biosystematiek, ecologie, biogeografie en natuurbescherming.  Ook worden er korte mededelingen, boekrecensies en overlijdensberichten in het tijdschrift geplaatst. 
Watsonia wordt verzonden naar leden van de BSBI en geabonneerde instituten. Een jaar na schriftelijke publicatie, worden de artikels opgenomen in het digitale archief van de BSBI, waar deze vrij zijn in te zien. 